# Amblyothele
Amblyothele là một chi nhện trong họ Lycosidae.